# St. Malo Provincial Park
St. Malo Provincial Park är en park i Kanada.   Den ligger i provinsen Manitoba, i den sydöstra delen av landet, 1 700 km väster om huvudstaden Ottawa. St. Malo Provincial Park ligger 260 meter över havet. Den ligger vid sjön St. Malo Lake.
Terrängen runt St. Malo Provincial Park är platt, och sluttar västerut. Runt St. Malo Provincial Park är det mycket glesbefolkat, med 2 invånare per kvadratkilometer.. Närmaste större samhälle är St. Malo, 1,5 km väster om St. Malo Provincial Park. 
Omgivningarna runt St. Malo Provincial Park är en mosaik av jordbruksmark och naturlig växtlighet.